# 増子司
増子 司（ますこ つかさ、1963年4月3日 - ）は、日本のゲームミュージックの作曲家。

## 来歴
作曲以外にも効果音制作やプログラミングも担当している。Macco・すけるとんなどの名前で作曲活動を行なっていることもあった。2010年9月より増子津可燦名義でも活動している。
スーパーファミコンの時代まではテクモ（テーカン）やアトラス開発担当ゲームの作曲およびサウンドエンジニアを担うことが多かったが、近年はエンジニア作業を主体に活動することが多い。
1986年4月、原野直也・横山秀幸・岡田耕始・上田和敏ら、テーカンの同僚7名で株式会社アトラスを設立。
2023年10月、クラウドファンディングサイト「キックスターター」にて、自身の手掛けた『デジタル・デビル物語 女神転生』（FC用、ナムコ、1987年）、『デジタル・デビル物語 女神転生II』（FC用、ナムコ、1990年）のリアレンジ楽曲制作プロジェクトを実施。開始3時間で「サクセス」となった。

## 主な作品
- 1984年
  - スターフォース
  - ボンジャック
- 1985年
  - ピンボール・アクション
  - TEHKAN World Cup
- 1986年
  - アルゴスの戦士
  - マイティボンジャック
  - 銀河伝承
- 1987年
  - ラビリンス/魔王の迷宮（※大半が同名映画の編曲）
  - 聖剣サイコカリバー
  - アルカノイド（ファミリーコンピュータ版）
  - デジタル・デビル物語 女神転生
  - バイオ戦士DAN インクリーザーとの闘い
- 1989年
  - ダンジョンエクスプローラー
  - 究極タイガー（PCエンジン版）
  - パズルボーイ
- 1990年
  - デジタル・デビル物語 女神転生II - カートリッジ内のメモリマッパ兼拡張音源（シルク印刷の番号からN106と呼ばれることが多い）を使用することにより本体内蔵の音源以上の発声数と表現力を実現している。作中の楽曲「OMEGA」は『魔神転生』（1994年）でも使われている。
  - コスモタンク
  - 雀偵物語
  - マニアックプロレス
- 1991年
  - クイズまるごとTheワールド（※青木秀仁、猪瀬勝由希と共同）
  - ニューヨーク・ニャンキーズ
  - スーパーエアーウルフ
- 1992年
  - ブレイゾン
  - 雀偵物語2
  - TATSUJIN（※移植作品）
  - 真・女神転生
- 1993年
  - 宇宙の騎士テッカマンブレード
  - Super Widget（※サウンドプログラム）
  - レミングス
- 1994年
  - カブキロックス（※一部）
  - 真・女神転生II
  - 真・女神転生if...
  - ノンタンといっしょ くるくるぱずる（※簗田裕之と共同）
  - ラブラブシミュレーション
- 1995年
  - ジャムズ
  - 聖獣魔伝ビースト&ブレイド（※一部）
  - 旧約・女神転生（※崎元仁と共同）
  - 真・女神転生デビルサマナー（※田崎寿子と共同）
- 1996年
  - ゼイラムゾーン（※一部）
  - ガレオス
- 1997年
  - 偽典・女神転生 東京黙示録
  - デビルサマナー ソウルハッカーズ（※目黒将司、田崎寿子と共同）
- 1998年 - ゴジラ〜トレーディングバトル（※一部）
- 1999年
  - エルテイルモンスターズ
  - 語楽王 TANGO！
- 2000年
  - 霊刻 -池田貴族心霊研究所-（※一部）
  - 語楽王 TANGO！
  - 筋肉番付GB2〜目指せ！マッスルチャンピオン〜
- 2001年
  - マジカルバケーション
  - ファランクス（ゲームボーイアドバンス版）
- 2002年
  - ミルキィ・シーズン（※編曲）
  - 新約 聖剣伝説（※プログラミングのみ）
- 2003年 - お遍路さん 〜発心の道場（阿波国）編〜
- 2006年
  - モンスターキングダム・ジュエルサモナー（※一部）
  - マジカルバケーション 5つの星がならぶとき
- 2007年 - コンチェルトゲート（※サウンドエフェクト）
- 2008年
  - 大乱闘スマッシュブラザーズX（※一部編曲）
  - ブルードラゴン プラス（※オーディオエンジニア）
- 2009年 - ドラゴンボール改 サイヤ人来襲
- 2014年 - 大乱闘スマッシュブラザーズ for Wii U（※一部編曲）
- 2016年 - Caligula -カリギュラ-
- 2018年
  - Caligula Overdose -カリギュラ オーバードーズ
  - WORK×WORK
  - マドリカ不動産
- 2021年
  - Caligula2
  - モナーク/Monark
  - Fit Boxing 2 -リズム&エクササイズ-（※一部）
- 2022年 - マドリカ不動産2 -新物件の間取り謎-
- 2023年 - 夢庭

※この他にも、魔神転生シリーズなど楽曲提供されているものがある。